# Mortlake vasútállomás
A Mortlake vasútállomás Mortlake-ban, a londoni Richmond upon Thames kerületben található, Dél-Londonban, London 3. díjzónájú övezetében, 13,3 km távolságra London Waterloo-tól. Mind a vasútállomást, mind az itt közlekedő összes vonatot a South Western Railway üzemelteti. A postai körzet és a határok sok éven át tartó változásai miatt a Mortlake vasútállomás jelenleg az East Sheen néven ismert területet, valamint Mortlake területét szolgálja ki. Mindkettő az SW14 irányítószámmal rendelkezik. 
Mortlake a legközelebbi állomás az évente megrendezett híres Oxford-Cambridge evezősverseny helyszínéhez.

## Története
Az állomást 1846. július 27-én nyitották meg, amikor a London and South Western Railway hivatalosan is megnyitotta a vonalat Richmond felé a közszolgáltatás számára. A tervezett 1846. július 22-i átadásra - a Richmond állomással egyetemben - nem készült el időben, ezért az állomás még a hivatalos átadáskor is befejezetlen volt.
Az eredeti állomás állítólag hasonló volt a szomszédos Barnes vasútállomáshoz, amelyet Tudor-stílusban építettek, csak sokkal kisebb volt. A mortlake-i irodát nagyon kicsinek írták le, nagyon szűk előszobával és egy kis belső helyiséggel a hölgyek váróterme számára. Az eredeti állomás egyike sem maradt fenn.
1886-ban az állomást átnevezték Mortlake & East Sheen-re, majd 1916-ban visszanevezték Mortlake-re. A Mortlake vasútállomás melletti épületben egykor Viktória királynő váróterme volt, ahonnan férjével Albert herceggel gyakran látogattak az egy kilometerre található Richmond Parkba. Ma az épületben egy klasszikus autókat értékesítő szalon működik.

## Platformok és infrastruktúra
Az állomásnak két peronja van:

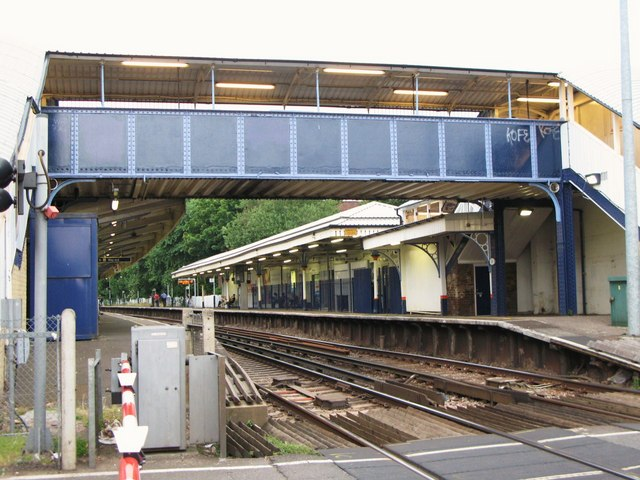
Mortlake Station peronjai a gyalogos átjáróval

- Az 1-es platform egy keleti irányú peron, amely a Clapham Junction-on keresztül London Waterloo-ba indul.
- A 2-es egy nyugatra tartó platform a London Waterloo felé

Richmondonon keresztül közlekedő szolgáltatásokhoz.
A 2-es peronnál található a jegyiroda és a két peront gyalogoshíd köti össze.
Közvetlenül az állomás keleti végén van egy sorompóval biztosított vasúti átjáró. Naponta több mint 3800 jármű és közel 2400 gyalogos használja az átkelőt, hétköznaponként 349 vonat halad át az átkelőhelyen.

## Szolgáltatások
A tipikus csúcsidőn kívüli szolgáltatás az állomásról:
Óránként nyolc vonat közlekedik London Waterloo pályaudvarra, ebből: 
- négy közvetlenül Clapham Junction-on halad keresztül,
- kettő Richmondon, Kingstonon 
és Wimbledonon keresztül 
- míg kettő Richmondon és Hounslow-n fut keresztül.

## Kapcsolódó állomások
A vasútállomáshoz az alábbi állomások vannak a legközelebb:
- Előző állomás: Barnes vasútállomás
- Következő állomás: North Sheen vasútállomás

## Kapcsolatok
A Transport for London autóbusz járatai a 419-es, az 533-as, a 969-es és az éjszakai N22-es buszok szolgálják ki az állomást.

## Fordítás
- Ez a szócikk részben vagy egészben  a   Mortlake railway station című angol Wikipédia-szócikk fordításán alapul.  Az eredeti cikk szerkesztőit annak laptörténete sorolja fel. Ez a jelzés csupán a megfogalmazás eredetét és a szerzői jogokat jelzi, nem szolgál a cikkben szereplő információk forrásmegjelöléseként.